# Ameerega trivittata
Az Ameerega trivittata a kétéltűek (Amphibia) osztályának békák (Anura) rendjébe, ezen belül a nyílméregbéka-félék (Dendrobatidae) családjába tartozó faj.
Nemének a típusfaja.

## Előfordulása
Az Ameerega trivittata előfordulási területe Dél-Amerika északi fele. A következő országokban található meg: Bolívia, Brazília, Kolumbia, Guyana, Peru, Suriname és Venezuela. Talán Ecuadorban és Francia Guyanában is vannak állományai.

## Megjelenése
A hím orrhegy-végbélnyílás közti hossza körülbelül 42 milliméter, míg a nőstényé 55 milliméter. A pofája megnyúlt, szájában nincsenek fogak. A hátán a bőre finoman szemcsézett, az oldalain és a hasán sima. Az ujjai között nincsen úszóhártya; az első ujja hosszabb, mint a második. A színezete élőhelytől függően kissé eltérő, azonban mindegyiknél az alapszín fekete vagy kékes, sárgászöld vagy világosbarna végtagokkal. A testen három, néhol egységes, néhol szaggatott sárgászöld csík fut az orrhegytől a hátsó combokig.

## Életmódja
A természetes élőhelye a trópusokon és szubtrópusokon található alföldi esőerdők és a részben mocsaras területek. Nappal mozog az avarban. A fő táplálékát a hangyák képezik.

## Képek

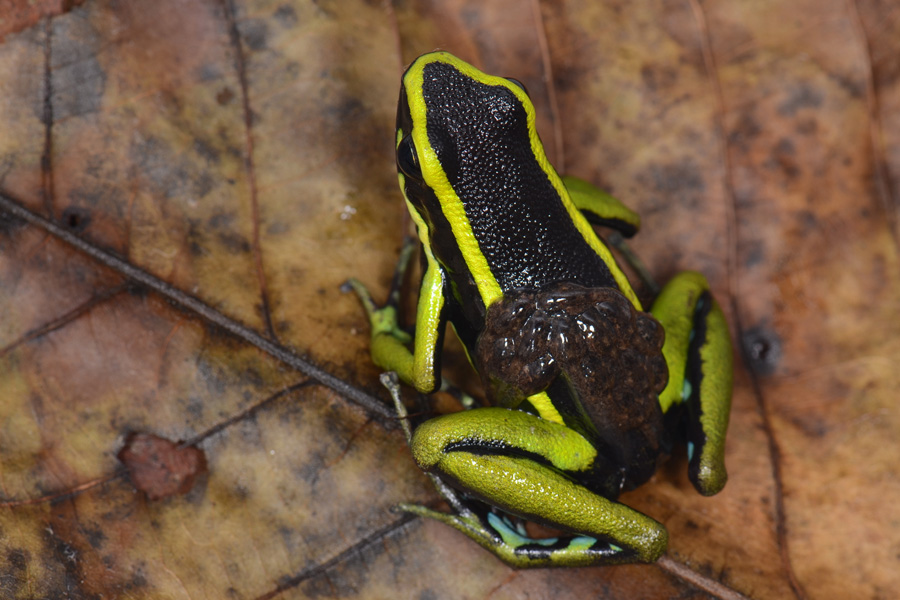
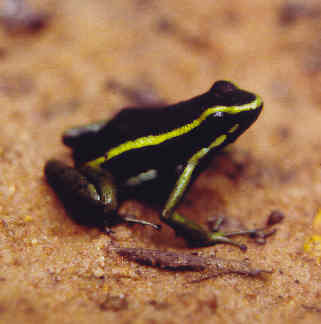
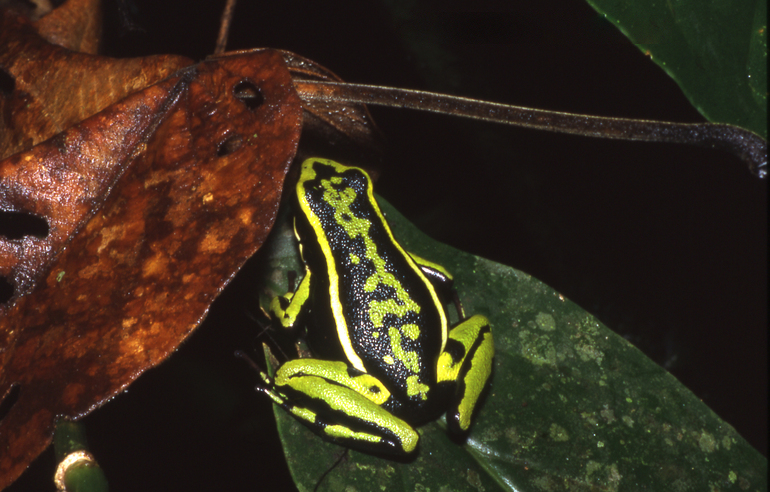
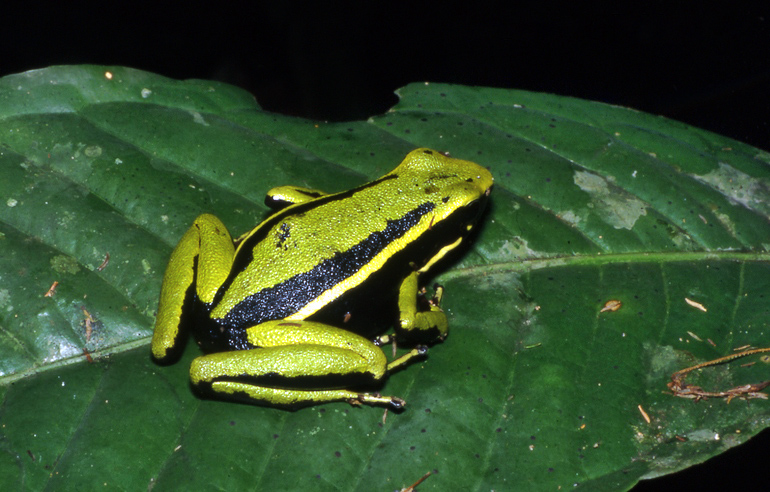

## Szaporodása
A szaporodási időszakban a hím területvédő, viszont a nőstény nem. Az esős évszakban a nőstény kevéske petéjét az avarba rakja le. A kikelésig 15 nap kell, hogy elteljen; eközben a hím őrködik felettük. Kikelésük után, a hím a hátára véve ebihalait elszállítja egy ideiglenes állóvízbe; lehet az bromélia vagy faodú. Itt az ebihalak körülbelül 41-54 nap alatt változnak át békává.

## Fordítás
- Ez a szócikk részben vagy egészben  az   Ameerega trivittatus című angol Wikipédia-szócikk ezen változatának fordításán alapul.  Az eredeti cikk szerkesztőit annak laptörténete sorolja fel. Ez a jelzés csupán a megfogalmazás eredetét és a szerzői jogokat jelzi, nem szolgál a cikkben szereplő információk forrásmegjelöléseként.